# Silver Broom 1970
Air Canada Silver Broom 1970 var det 12. VM i curling for mænd. Turneringen blev arrangeret af International Curling Federation og afviklet i arenaen Memorial Auditorium i Utica, New York, USA i perioden 1. – ?. marts 1970 med deltagelse af otte hold. USA var VM-værtsland for første gang.
Mesterskabet blev for tredje år i træk (og 10. gang i alt) vundet af Canada, som besejrede Skotland med 11-4 i finalen. Tredjepladsen gik til Sverige, som tabte 7-8 til Skotland i semifinalen. Værtslandet USA sluttede på fjerdepladsen og dermed endte amerikanerne for første gang nogensinde ikke blandt de tre bedste hold.

## Resultater

### Grundspil
De otte deltagende hold spillede en enkeltturnering alle-mod-alle. Vinderen af grundspillet kvalificerede sig direkte til finalen, mens nr. 2 og 3 gik videre til semifinalen, hvor de spillede om den anden finaleplads.
| Runde                         | Kampe                   | Kampe | Kampe                  | Kampe | Kampe                | Kampe | Kampe                   | Kampe |
| ----------------------------- | ----------------------- | ----- | ---------------------- | ----- | -------------------- | ----- | ----------------------- | ----- |
| 1                             | Skotland - Vesttyskland | 16-6  | Sverige - Frankrig     | 19-4  | Canada - Schweiz     | 16-8  | USA - Norge             | 14-8  |
| 2                             | Sverige - USA           | 17-3  | Canada - Skotland      | 9-5   | Norge - Vesttyskland | 14-6  | Schweiz - Frankrig      | 11-9  |
| 3                             | Skotland - Schweiz      | 10-4  | Norge - Sverige        | 8-4   | USA - Frankrig       | 9-8   | Canada - Vesttyskland   | 20-4  |
| 4                             | Norge - Frankrig        | 17-7  | Vesttyskland - Schweiz | 8-7   | Canada - Sverige     | 12-4  | Skotland - USA          | 8-7   |
| 5                             | Sverige - Vesttyskland  | 11-6  | Skotland - Frankrig    | 7-6   | USA - Schweiz        | 15-3  | Canada - Norge          | 14-6  |
| 6                             | Canada - USA            | 10-8  | Norge - Schweiz        | 10-5  | Skotland - Sverige   | 9-7   | Frankrig - Vesttyskland | 14-4  |
| 7                             | Canada - Frankrig       | 16-5  | USA - Vesttyskland     | 12-11 | Skotland - Norge     | 9-6   | Sverige - Schweiz       | 11-4  |
| Tie-breakere om tredjepladsen |                         |       |                        |       |                      |       |                         |       |
| TB1                           | USA - Norge             | 10-7  |                        |       |                      |       |                         |       |
| TB2                           | Sverige - USA           | 6-3   |                        |       |                      |       |                         |       |

| Plac. | Hold         | Vundne | Tabte |
| ----- | ------------ | ------ | ----- |
| 1.    | Canada       | 7      | 0     |
| 2.    | Skotland     | 6      | 1     |
| 3.    | Sverige      | 4      | 3     |
| 4.    | USA          | 4      | 3     |
| 5.    | Norge        | 4      | 3     |
| 6.    | Frankrig     | 1      | 6     |
| 6.    | Vesttyskland | 1      | 6     |
| 6.    | Schweiz      | 1      | 6     |

### Slutspil
| Runde      | Kamp               | Res. |
| ---------- | ------------------ | ---- |
| Semifinale | Skotland - Sverige | 8-7  |
| Finale     | Canada - Skotland  | 11-4 |

### Samlet rangering
| Plac. | Hold         | 4               | 3                   | 2              | 1                |
| ----- | ------------ | --------------- | ------------------- | -------------- | ---------------- |
| Guld  | Canada       | Don Duguid      | Rod Hunter          | Jim Pettapiece | Bryan Wood       |
| Sølv  | Skotland     | Bill Muirhead   | George Haggart      | Derek Scott    | Murray Melville  |
| 3.    | Sverige      | Claes Källén    | Christer Källén     | Sture Lindén   | Tom Schaeffer    |
| 4.    | USA          | Art Tallackson  | Glenn Gilleshammer  | Ray Holt       | Trueman Thompson |
| 5.    | Norge        | Knut Bjaanaes   | Geir Søiland        | Josef Bjaanaes | ?                |
| 6.    | Frankrig     | Pierre Boan     | Jean Albert Sulpice | Alain Bozon    | Maurice Sulpice  |
| 6.    | Vesttyskland | Manfred Räderer | Ernst Hege          | Peter Jacoby   | Hansjörg Jacoby  |
| 6.    | Schweiz      | Roland Schenkel | Paul Metraux        | Ernst Pochon   | Michel Weill     |